# پسران و عشاق (فیلم ۱۹۶۰)
پسران و عشاق (انگلیسی: Sons and Lovers) یک فیلم به کارگردانی جک کاردیف است که در سال ۱۹۶۰ منتشر شد. از بازیگران آن می‌توان به تروور هاوارد، دین استاکول، وندی هیلر، مری یور، و دونالد پلیسنس اشاره کرد. فیلم‌نامهٔ پسران و عشاق اقتباسی است از رمانی با همین نام اثرِ دی اچ لارنس.